# Міулешть
Міулешть, Міулешті (рум. Miulești) — село у повіті Димбовіца в Румунії. Входить до складу комуни Одобешть.
Село розташоване на відстані 49 км на захід від Бухареста, 36 км на південь від Тирговіште, 138 км на схід від Крайови, 117 км на південь від Брашова.

## Населення
За даними перепису населення 2002 року у селі проживали 570 осіб, з них 569 осіб (99,8%) румунів. Рідною мовою 569 осіб (99,8%) назвали румунську.